# Issus concolor
Issus concolor är en insektsart som beskrevs av Walker 1851. Issus concolor ingår i släktet Issus och familjen sköldstritar. Inga underarter finns listade i Catalogue of Life.